# Deutsche Gesellschaft für Kriminalistik
Die Deutsche Gesellschaft für Kriminalistik e.V. (DGfK) ist ein Verein zur Förderung der Kriminalistik als Wissenschaft und als praktische Handlungslehre. Die DGfK wurde am 15. Mai 2003 in Basdorf bei Berlin gegründet und ist bundesweit tätig und unabhängig. Präsident ist Thomas E. Gundlach, Vereinssitz ist Berlin.

## Aufgaben und Ziele
Die Deutsche Gesellschaft für Kriminalistik (DGfK) ist eine wissenschaftliche Vereinigung, die sich mit der Erforschung und Weiterentwicklung der Kriminalistik in Deutschland befasst. Ihr Zweck besteht darin, die Kriminalistik als eigenständige Disziplin zu fördern, den fachlichen Austausch zwischen Kriminalisten zu ermöglichen und die Zusammenarbeit zwischen Wissenschaft und Praxis zu stärken.
Dabei verfolgt mehrere Ziele. Zum einen strebt sie an, die Kriminalistik als wissenschaftliche Disziplin wieder zu etablieren und ihre Bedeutung in der Kriminalitätsbekämpfung zu betonen. Sie fördert die wissenschaftliche Forschung auf dem Gebiet der Kriminalistik und unterstützt die Aus- und Fortbildung von Kriminalisten, beispielsweise durch die Organisation der Jahrestagung zu verschiedensten kriminalistischen Themen oder durch Workshops auf dem Gebiet der Internetkriminalität.
Ein weiteres Ziel der DGfK ist es, den fachlichen Austausch zwischen Kriminalisten zu fördern. Sie bietet ihren Mitgliedern die Möglichkeit, sich über aktuelle Entwicklungen, Forschungsergebnisse und Methoden auszutauschen. Dies geschieht unter anderem durch die Veröffentlichung in Fachzeitschriften, die Herausgabe ihres „Jahresbandes“ zu unterschiedlichen Themen, die Organisation von Fachtagungen, der Veröffentlichung aktueller Rechtsprechung im Bereich Strafrecht auf ihrer Homepage sowie dem Diskussionsforum im Mitgliederbereich ihrer Homepage. 
Die DGfK setzt sich auch dafür ein, die Zusammenarbeit zwischen Wissenschaft und Praxis zu stärken. Sie fördert den Dialog zwischen Kriminalisten, Polizeibehörden, Justiz und anderen relevanten Institutionen und Berufsgruppen, um den Transfer von wissenschaftlichen Erkenntnissen in die Praxis zu erleichtern. Dies geschieht beispielsweise durch die Zusammenarbeit bei Forschungsprojekten, die Erstellung von Leitlinien und Empfehlungen für die Praxis sowie die Unterstützung bei der Implementierung neuer Methoden und Technologien.
Darüber hinaus engagiert sich die DGfK auch in der Öffentlichkeitsarbeit. Sie informiert über die Bedeutung der Kriminalistik für die Kriminalitätsbekämpfung und trägt so zur Information und Sensibilisierung der Bevölkerung bei. 
Zur effektiveren Umsetzung der gesetzten Ziele und Nutzung der Expertise der eigenen Mitglieder wurde 2022 die „Academia Criminalis“ gegründet. Damit schließt das Institut die Lücke zwischen der Ausbildung im Rahmen der Einheitslaufbahn und diversen Anforderungen der polizeilichen Praxis. Dies gilt ebenso für die kriminalistische Aus- und Fortbildung der Privatwirtschaft. Hierzu setzt die „Academia“ auf die Aus- und Fortbildung ihrer Mitglieder und Interessierter aus dem staatlichen und privatwirtschaftlichen Bereich, der Vermittlung von Experten für Aus- und Fortbildung, beispielsweisen an Universitäten und Ausbildungsinstitute, auf die Beratung von Politik, Hochschulen und der Wirtschaft sowie auf die Vermittlung von Gutachtern zu allen im Zusammenhang mit der wissenschaftlichen Kriminalistik anfallenden Fragen und Problemstellungen. Leiter der „Academia Criminalis“ ist Gerd Ley.